# Стоп! Снято!
«Стоп! Снято!» (укр. «Стоп! Знято!») — другий альбом українського гурту «ВІА Гра», записаний на студії звукозапису «Музична біржа» в Києві та випущений під лейблом «Columbia» 14 квітня 2003 року в Росії, а 16 квітня в Україні. Презентація альбому відбулася 24 квітня в розважальному комплексі «Golden Palace» в Москві.

## Історія виходу альбому
Альбом записаний в Києві. Автор усіх пісень Костянтин Меладзе.
Різке рішення про вихід альбому спало на думку продюсерам після приходу нової солістки Віри Брежнєвої. За перші 6 місяців було продано понад 500 тисяч копій цього альбому.

## Список пісень
Автор музики і слів Костянтин Меладзе. 
| #   | Назва                                                     | Тривалість |
| --- | --------------------------------------------------------- | ---------- |
| 1.  | «Стоп! Стоп! Стоп!»                                       | 3:44       |
| 2.  | «Good morning, папа!»                                     | 3:34       |
| 3.  | «Убей мою подругу»                                        | 3:44       |
| 4.  | «Не оставляй меня, любимый!»                              | 3:31       |
| 5.  | «Я не поняла» (песня из телевизионного мюзикла «Золушка») | 3:43       |
| 6.  | «Стоп! Стоп! Стоп!» (Disco House mix by YAD)              | 4:09       |
| 7.  | «Good Morning, папа!» (Strong mix by RainMan)             | 3:43       |
| 8.  | «Стоп! Стоп! Стоп!» (Latino mix by YAD)                   | 3:56       |
| 9.  | «Не оставляй меня, любимый!» (Ethno-easy mix by RainMan)  | 3:43       |
| 10. | «Good Morning, папа!» (ING mix by RainMan)                | 3:23       |
| 11. | «Стоп! Стоп! Стоп!» (Crystal pop mix by Master.J)         | 4:58       |
| 12. | «Не оставляй меня, любимый!» (Space mix by RainMan)       | 3:46       |

| Мультимедийные треки: | Мультимедийные треки:                             | Мультимедийные треки: |
| #                     | Назва                                             | Тривалість            |
| --------------------- | ------------------------------------------------- | --------------------- |
| 1.                    | «Не оставляй меня, любимый!»                      | 3:33                  |
| 2.                    | «Не оставляй меня, любимый!» (репортаж со съемки) | 3:32                  |

## Команда
- Вокал — Надія Грановська, Віра Брежнєва, Анна Сєдокова
- Слова, музика, аранжування — Костянтин Меладзе
- Гітара — Стефан Василишин
- Бек-вокал — Наталія Гура, Анна Каре, Геннадій Крупник, Костянтин Меладзе
- Звукорежисер — Володимир Бебешко
- Звукооператор — Володимир Критович
- Адміністратор — Артур Ковальков
- Продюсери — Дмитро Костюк, Костянтин Меладзе
- Продюсування реміксів — Сергій Горбашук
- Продакт-менеджер — Юлія Секарьова
- Верстка, комп'ютерна графіка — Юрій Задімідько
- Дизайн, графіка — Володимир Пасічник
- Фото (обкладинка) — Тарас Маляревич
- Фото (інлей+буклет) — Володимир Пасічник

## Історія релізу
| Назва             | Дата           | Лейбл    | Формат     | Регіон              |
| ----------------- | -------------- | -------- | ---------- | ------------------- |
| Стоп! Снято!      | 14 квітня 2003 | Columbia | CD, касета | Росія               |
| Стоп! Снято!      | 16 квітня 2003 | Columbia | CD, касета | Україна             |
| Стоп! Снято!      | 15 травня 2003 | Columbia | CD, DVD    | Ізраїль             |
| Stop! Stop! Stop! | 10 червня 2003 | Columbia | CD         | Південносхідна Азія |